# Tiaa
La dama Tiaa era una de las esposas secundarias del faraón de la Dinastía XVIII Amenhotep II (hacia 1425 a. C.) y madre de Thutmose IV, y portaba el único título de Ornamento Real. Se sabe muy poco acerca de esta mujer. El hecho de no llevar el título de Hija del Rey parece indicar que su origen era modesto, lo que es seguro es que no era una de las hermanas de Amenhotep.

## Biografía
Amenhotep II mantuvo a las mujeres de la familia real alejadas de la vida pública, y apenas fueron representadas o mencionadas en documentos oficiales; probablemente fue debido a que el faraón no quería ver a ninguna de ellas usurpar el poder como había hecho Hatshepsut unas pocas décadas antes. Tiaa es la única conocida entre las esposas de Amenhotep, pero su nombre solo se mencionó porque era la madre del siguiente faraón. Durante el reinado de Amenhotep la única en tener el título de Gran Esposa Real fue la reina madre, Hatshepsut Meritra.
Al ascender al trono Thutmose IV, éste elevó a Tiaa al rango de Madre del Rey y de Gran Esposa Real del difunto Amenhotep II, y la mencionó en los edificios que construyó. En muchas estatuas Thutmose se hace acompañar por ella y por su Gran Esposa Real, Nefertari. También alteró algunas representaciones de Hatshepsut Meritra para mostrarla a ella, y una de las hijas de Thutmose y Nefertari recibió el nombre de Tiaa en su honor. 
Es más que probable que esta mujer falleciese anciana a finales del reinado de su hijo o a comienzos del de su nieto Amenhotep III. Fue enterrada en el Valle de los Reyes, en la tumba KV32, donde se ha encontrado parte de su ajuar funerario. Las riadas arrastraron parte de su equipo a la tumba KV47, con lo que los egiptólogos confundieron a Tiaa con la madre de Siptah, hasta que ésta fue identificada como una dama siria llamada Sutailja.  
| ti | O29V | B7 |

| ti | O29V | B7 |